# Calappa granulata
Calappa granulata es un crustáceo decápodo de mediano tamaño, comestible , ampliamente distribuido en el mar Mediterráneo y las costas orientales del Atlántico, incluyendo las islas Azores, Madeira y Canarias. 
El caparazón es de color amarillento, con un moteado rojizo.
Se alimenta principalmente de bivalvos, cuyas conchas abre con gran facilidad gracias a las modificaciones de sus pinzas.
Durante los períodos de descanso y cuando el animal se siente amenazado, cubre el rostro con las anchas pinzas para protegerlo.
Habita preferentemente sobre fondos arenosos o fangosos, desde los 20 a los 100 metros de profundidad.

## Reproducción
Las hembras desovan entre junio y septiembre.